# Crépy (Aisne)
Crépy es una comuna francesa, situada en el departamento de Aisne, de la región de Alta Francia.

## Demografía
| 1 567 | 1 534 | 1 441 | 1 543 | 1 574 | 1 710 | 1 832 | 1 901 |
| Para los censos de 1962 a 1999 la población legal corresponde a la población sin duplicidades (Fuente: INSEE [Consultar]) |       |       |       |       |       |       |       |

## Personajes vinculados
- Émile Dewoitine, empresario aeronáutico.